# Hans-Egon Conrad Wolff
Hans-Egon Conrad Wolff (bekannt als „Hansi“ Wolff) (19. März 1913 – 26. Juli 1982) war ein deutscher Sportmanager.

## Biografie
Wolff trat 1929 dem SV Werder Bremen bei. Er war evangelisch getauft, galt im Sinne der NS-Rassengesetze ab 1935 allerdings als sogenannter „Mischling 1. Grades“ bzw. „Halbjude“ – ebenso wie sein Vereinskollege Theo Eggert. Wolff war bei Werder Bremen in verschiedenen Sportarten aktiv, trat allerdings primär als Fußballer in Erscheinung. Seinen Arbeitsplatz als Handelsvertreter einer thüringischen Büroartikelfirma verlor er aufgrund seiner Einordnung als „Halbjude“. Wolff war lange 2. Schriftführer seines Vereins und arbeitete auf der Vereinsgeschäftsstelle des SV Werder mit. Nachdem er im Zweiten Weltkrieg am Arm verwundet worden war, konnte er weiter für seinen Verein arbeiten und dort offenbar auch Mitglied bleiben.
Nach 1945 engagierte er sich bei der Reaktivierung des SV Werder Bremen, dem er 1947 als Mitglied Nummer 5 angehörte. Als Leiter der Geschäftsstelle, die sich ab 1946 für viele Jahre im ersten Stock der Gaststätte Franzmeier (heute bekannt als Taubenschlag) auf dem Peterswerder befand, wurde er ein wichtiger Sportfunktionär des Vereins. Er galt als umtriebiger Akteur für seinen Klub, insbesondere bei Transfers. Mit ihm startete Werder 1963 in der Fußball-Bundesliga. Für die Festschrift zum 75-jährigen Bestehen des SV Werder war er im Jahre 1974 als „Redakteur“ verantwortlich. Im Folgejahr löste ihn Rudi Assauer als „Manager“ ab.